# Moncaut
Moncaut é uma comuna francesa na região administrativa da Nova Aquitânia, no departamento Lot-et-Garonne. Estende-se por uma área de 15,85 km². Em 2010 a comuna tinha 622 habitantes (densidade: 39,2 hab./km²).